# Velomóvil

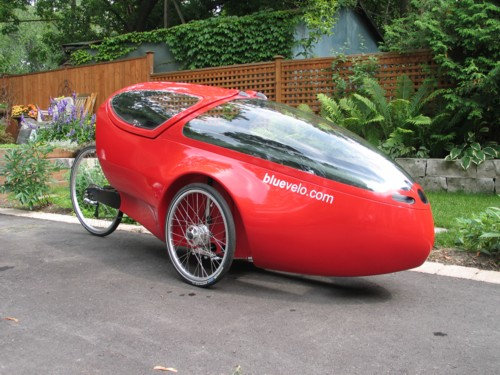
el Go-one3 incorpora asistencia eléctrica.

El velomóvil, velomobile o bicicleta coche es un vehículo de tracción humana que incluye una carrocería aerodinámica que favorece su avance y la protección contra las colisiones y los agentes atmosféricos, como la lluvia o la nieve. Es la evolución de las bicicletas con silla y triciclos (tipo bicicleta reclinada), con la adición de una carrocería aerodinámica.
La carrocería añade un peso que penaliza la velocidad en las subidas importantes, esta es generalmente rígida, puede ser completa o parcialmente abierta para la cabeza y los pies.
La máxima velocidad alcanzada es de 133,78 km/h por un neerlandés en 2013, a bordo de un Velox3 diseñado y construido por estudiantes e investigadores de la Universidades de Delft y Ámsterdam.

## Eficiencia energética y ventajas

### Eficiencia energética
En un velomóvil no eléctrico el pedaleo continuo de una persona normal es alrededor de 100 W que, traducido en términos de velocidad, nos daría unos 35 km/h gracias a su cubierta aerodinámica. Un deportista o atleta desarrolla hasta 200 W de potencia con sus piernas, superando fácilmente los 40 km/h.
En el caso del velomóvil eléctrico los 100 vatios del pedaleo se combinan con los 250 W de un motor eléctrico, dando una potencia combinada de 350 W, logrando unos 50 km/h. Esto es así porque el motor eléctrico solo es utilizado durante la aceleración y subida de pendientes, ahorrándose energía de la batería y su tiempo de autonomía.

### Ventajas sobre los coches
En términos de velocidad y autonomía aquellos velomóviles que incorporan asistencia eléctrica es hasta ochenta veces más eficientes que un coche eléctrico. Así mismo, un coche es unas 46 veces más pesado que un velomóvil eléctrico, esto se traduce en que la mayor parte de la energía utilizada por un coche se utiliza para mover el vehículo en sí y no al conductor.

### Ventaja sobre las bicicletas
Ya que su peso es inevitablemente mayor a una bicicleta promedio, una asistencia eléctrica inicial para la aceleración es utilizada en algunos casos, no obstante, una vez ya superada la aceleración inicial la forma aerodinámica de la carrocería tiene coeficiente aerodinámico 30 veces más bajo que una bicicleta, alcanzándose velocidades más altas con el mismo esfuerzo de pedaleo. Mientras que en una bicicleta se alcanza velocidades de crucero que difícilmente superen los 25 km/h, un velomóvil a pedaleo de una persona normal puede superar fácilmente esa barrera. Así pues, para alcanzar los 30 km/h una bicicleta regular necesita unos 271 W de potencia mientras que un velomovil estándar unos 115 W y uno de alta eficiencia hasta 79 W. Otra ventaja es que los velomóviles, al tener una cubierta, protegen al conductor de la intemperie.

## Legislación en países occidentales
En cuestión de velocidad tope, la legislación de muchos países de Europa solo permite asistencia de motor eléctrico hasta los 25 km/h para seguir considerándolo como bicicleta. En varios estados de Estados Unidos y Canadá admiten asistencia eléctrica hasta la velocidad de 32 km/h. En cuanto a la capacidad de salida,  en muchos países de Europa está limitada a los 250 W, en Canadá en 500 W y en Estados Unidos a los 750 W. Más allá de esos límites se les puede considerar ciclomotores, teniéndose regulaciones aún más rigurosas para los fabricantes.
Muchas de estas legislaciones rigurosas entorpecen el avance en investigación y producción de velomóviles por parte de los fabricantes, que suelen ser pocos y pequeños. Así pues, es más factible que un país desarrollado permita un coche convencional de más de dos toneladas de peso y con una velocidad tope de 270 km/h que un velomóvil de 33 kilos con velocidad tope de 50 km/h y con una eficiencia energética que puede ser hasta 80 veces superior.

## Fabricantes
Hay pocos fabricantes de velomóviles; mayoritariamente se construyen artesanalmente. Algunos modelos tienen la cabeza del operador expuesta, esto es una ventaja para dar una buena visión. Vehículos similares, pero sin tracción humana, son llamados «microcoches».

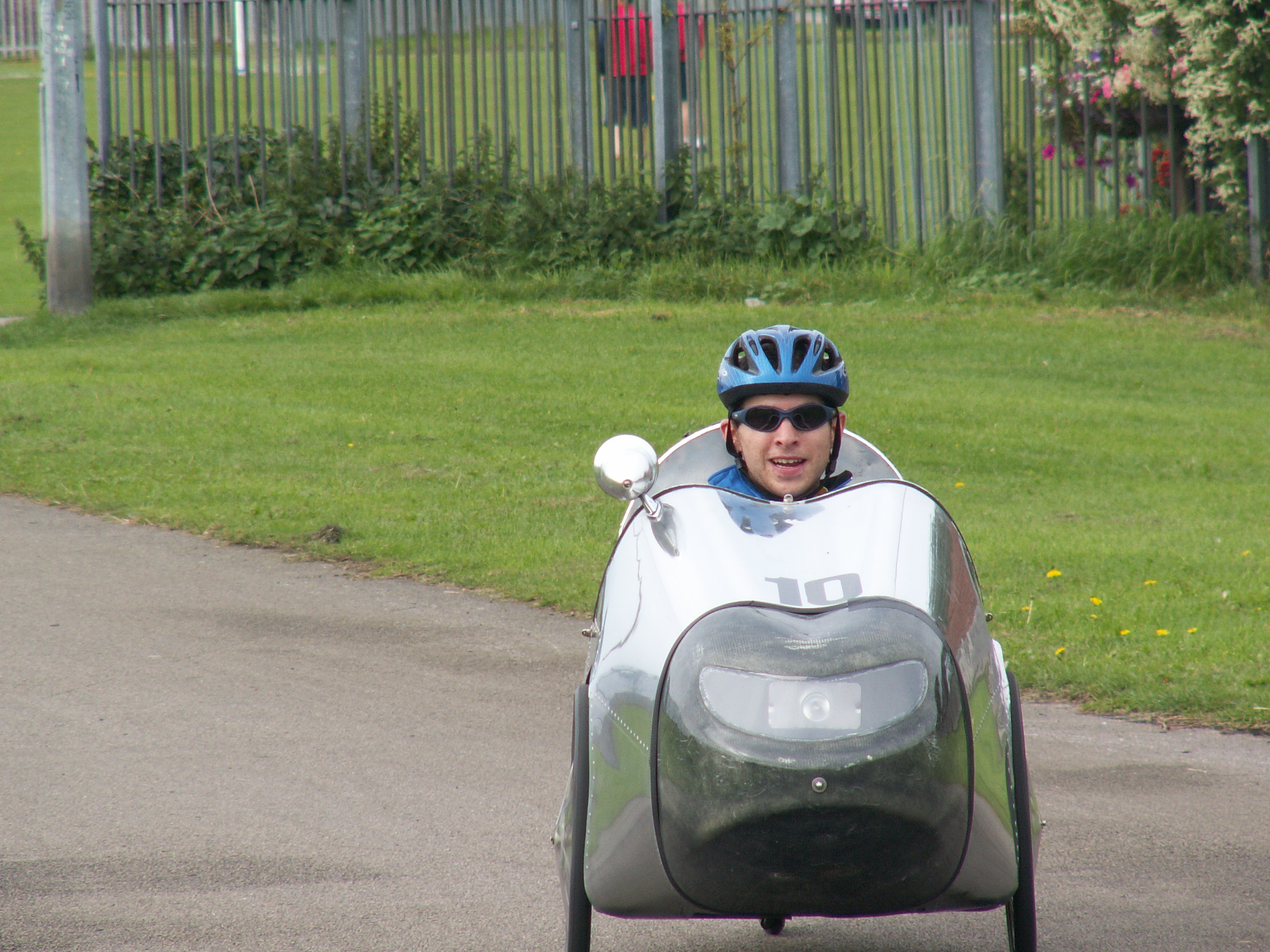
Velomóvil fabricado por Alleweder.

- Alleweder (Netherlands)
- Bike Revolution (Austria)
- Birkenstock Bicycles (Switzerland)
- bluevelo (Canada)
- Cab-Bike (Germany)
- CabrioVelo (Germany)
- Easy Racers (USA)
- evovelo (Spain)
- Fietser.be WAW (Belgium)
- Flevobike (Netherlands)
- go-one (Germany, USA)
- Greenspeed (Australia)
- Lightfoot Cycles (USA)
- Ped-3 (Slovenia) Archivado el 27 de enero de 2013 en Wayback Machine.
- RJK (Spain)
- Schöne Linie (Germany) Archivado el 9 de agosto de 2011 en Wayback Machine.
- Sinner Ligfietsen (Netherlands)
- Sunrider Cycles (Netherlands)
- Velocity Velos (US)
- Veloform (Germany)
- Velomobiel.nl (Netherlands)
- WeatherVelo (UK, Germany)